# Elezioni comunali in Calabria del 2022
Le elezioni comunali in Calabria del 2022 si sono tenute il 12-13 giugno (con ballottaggio il 26-27 giugno).

## Riepilogo sindaci eletti
| Provincia       | Comune    | Sindaco uscente | Sindaco uscente          | Sindaco eletto | Sindaco eletto           | Primo turno | Primo turno | Secondo turno | Secondo turno | Seggi   |
| Provincia       | Comune    | Sindaco uscente | Sindaco uscente          | Sindaco eletto | Sindaco eletto           | Voti        | %           | Voti          | %             | Seggi   |
| --------------- | --------- | --------------- | ------------------------ | -------------- | ------------------------ | ----------- | ----------- | ------------- | ------------- | ------- |
| Catanzaro       | Catanzaro |                 | Sergio Abramo (FI)       |                | Nicola Fiorita (Ind.)    | 14.966      | 31,71       | 17.823        | 58,24         | 9 / 32  |
| Cosenza         | Acri      |                 | Pino Capalbo (PD)        |                | Pino Capalbo (PD)        | 5.719       | 49,60       | 5.185         | 51,89         | 10 / 16 |
| Cosenza         | Paola     |                 | Roberto Perrotta (PSI)   |                | Giovanni Politano (Ind.) | 2.323       | 25,71       | 3.543         | 52,00         | 10 / 16 |
| Reggio Calabria | Palmi     |                 | Giuseppe Ranuccio (Ind.) |                | Giuseppe Ranuccio (Ind.) | 6.877       | 64,51       | —             | —             | 10 / 16 |

## Provincia di Catanzaro

### Catanzaro
| Candidati                          | Candidati                 | II turno             | II turno           | I turno | I turno | Liste                        | Voti   | %    | Seggi |
| Candidati                          | Candidati                 | Voti                 | %                  | Voti    | %       | Liste                        | Voti   | %    | Seggi |
| ---------------------------------- | ------------------------- | -------------------- | ------------------ | ------- | ------- | ---------------------------- | ------ | ---- | ----- |
|                                    | Nicola Fiorita ✔️ Sindaco | 17 823               | 58,24              | 14 966  | 31,71   | Cambiavento                  | 3 373  | 7,35 | 3     |
| Mò Fiorita Sindaco                 | Nicola Fiorita ✔️ Sindaco | 17 823               | 58,24              | 14 966  | 31,71   | 3 318                        | 7,23   | 2    |       |
| Partito Democratico                | Nicola Fiorita ✔️ Sindaco | 17 823               | 58,24              | 14 966  | 31,71   | 2 664                        | 5,80   | 2    |       |
| Movimento 5 Stelle                 | Nicola Fiorita ✔️ Sindaco | 17 823               | 58,24              | 14 966  | 31,71   | 1 271                        | 2,77   | 1    |       |
| Catanzaro Fiorita - PSI - Volt     | Nicola Fiorita ✔️ Sindaco | 17 823               | 58,24              | 14 966  | 31,71   | 1 238                        | 2,70   | 2    |       |
|                                    | Valerio Donato            | 12 778               | 41,76              | 20 768  | 44,01   | Alleanza per Catanzaro       | 3 468  | 7,56 | 3     |
| Prima l'Italia                     | Valerio Donato            | 12 778               | 41,76              | 20 768  | 44,01   | 2 930                        | 6,38   | 2    |       |
| Progetto Cz Catanzaro              | Valerio Donato            | 12 778               | 41,76              | 20 768  | 44,01   | 2 775                        | 6,05   | 2    |       |
| Catanzaro Azzurra                  | Valerio Donato            | 12 778               | 41,76              | 20 768  | 44,01   | 2 694                        | 5,87   | 2    |       |
| Riformisti Avanti                  | Valerio Donato            | 12 778               | 41,76              | 20 768  | 44,01   | 2 550                        | 5,56   | 2    |       |
| Cambiamo!-Catanzaro Prima di Tutto | Valerio Donato            | 12 778               | 41,76              | 20 768  | 44,01   | 2 433                        | 5,30   | 2    |       |
| #Fare per Catanzaro                | Valerio Donato            | 12 778               | 41,76              | 20 768  | 44,01   | 2 279                        | 4,96   | 1    |       |
| Rinascita (UdC-NCDU)               | Valerio Donato            | 12 778               | 41,76              | 20 768  | 44,01   | 2 263                        | 4,93   | 1    |       |
| Italia al Centro                   | Valerio Donato            | 12 778               | 41,76              | 20 768  | 44,01   | 1 980                        | 4,31   | 1    |       |
| Volare Alto                        | Valerio Donato            | 12 778               | 41,76              | 20 768  | 44,01   | 1 328                        | 2,89   | 1    |       |
| Seggio di coalizione               | Seggio di coalizione      | Seggio di coalizione | 41,76              | 20 768  | 44,01   | 1                            |        |      |       |
|                                    | Antonello Talerico        | Antonello Talerico   | Antonello Talerico | 6 192   | 13,12   | Io Scelgo Catanzaro          | 2 233  | 4,86 | 1     |
| Noi con l'Italia                   | Antonello Talerico        | Antonello Talerico   | Antonello Talerico | 6 192   | 13,12   | 1 315                        | 2,86   | 1    |       |
| Catanzaro al Centro                | Antonello Talerico        | Antonello Talerico   | Antonello Talerico | 6 192   | 13,12   | 1 261                        | 2,75   | 1    |       |
| Officine del Sud                   | Antonello Talerico        | Antonello Talerico   | Antonello Talerico | 6 192   | 13,12   | 1 228                        | 2,68   | –    |       |
| Azione Popolare                    | Antonello Talerico        | Antonello Talerico   | Antonello Talerico | 6 192   | 13,12   | 421                          | 0,92   | –    |       |
| Seggio di coalizione               | Seggio di coalizione      | Seggio di coalizione | Antonello Talerico | 6 192   | 13,12   | 1                            |        |      |       |
|                                    | Wanda Ferro               | Wanda Ferro          | Wanda Ferro        | 4 324   | 9,16    | Fratelli d'Italia            | 2 277  | 4,96 | –     |
| Seggio di coalizione               | Seggio di coalizione      | Seggio di coalizione | Wanda Ferro        | 4 324   | 9,16    | 1                            |        |      |       |
|                                    | Francesco Di Lieto        | Francesco Di Lieto   | Francesco Di Lieto | 783     | 1,66    | Insieme Osiamo (PRC-PaP-PdS) | 514    | 1,12 | –     |
|                                    | Antonio Campo             | Antonio Campo        | Antonio Campo      | 159     | 0,34    | Catanzaro Oltre              | 89     | 0,19 | –     |
| Totale                             | Totale                    | 30 601               | 100                | 47 192  | 100     |                              | 45 902 | 100  | 32    |
|                                    |                           |                      |                    |         |         |                              |        |      |       |
| Fonte: Ministero dell'interno      |                           |                      |                    |         |         |                              |        |      |       |

## Provincia di Cosenza

### Acri
| Candidati                     | Candidati               | II turno               | II turno               | I turno | I turno | Liste               | Voti   | %     | Seggi |
| Candidati                     | Candidati               | Voti                   | %                      | Voti    | %       | Liste               | Voti   | %     | Seggi |
| ----------------------------- | ----------------------- | ---------------------- | ---------------------- | ------- | ------- | ------------------- | ------ | ----- | ----- |
|                               | Pino Capalbo ✔️ Sindaco | 5 185                  | 51,89                  | 5 719   | 49,60   | Partito Democratico | 1 551  | 13,80 | 3     |
| Pino Capalbo Sindaco          | Pino Capalbo ✔️ Sindaco | 5 185                  | 51,89                  | 5 719   | 49,60   | 1 291               | 11,49  | 2     |       |
| Civicamente Acri              | Pino Capalbo ✔️ Sindaco | 5 185                  | 51,89                  | 5 719   | 49,60   | 871                 | 7,75   | 2     |       |
| Acrinsieme                    | Pino Capalbo ✔️ Sindaco | 5 185                  | 51,89                  | 5 719   | 49,60   | 617                 | 5,49   | 1     |       |
| Articolo Uno                  | Pino Capalbo ✔️ Sindaco | 5 185                  | 51,89                  | 5 719   | 49,60   | 613                 | 5,46   | 1     |       |
| Partito Socialista Italiano   | Pino Capalbo ✔️ Sindaco | 5 185                  | 51,89                  | 5 719   | 49,60   | 523                 | 4,65   | 1     |       |
| Azione                        | Pino Capalbo ✔️ Sindaco | 5 185                  | 51,89                  | 5 719   | 49,60   | 337                 | 3,00   | –     |       |
|                               | Natale Zanfini          | 4 808                  | 48,11                  | 4 580   | 39,72   | Moderati per Acri   | 940    | 8,37  | 1     |
| Acri Futura                   | Natale Zanfini          | 4 808                  | 48,11                  | 4 580   | 39,72   | 879                 | 7,82   | 1     |       |
| Acri Bellissima               | Natale Zanfini          | 4 808                  | 48,11                  | 4 580   | 39,72   | 856                 | 7,62   | 1     |       |
| Uniti Centro e Periferia      | Natale Zanfini          | 4 808                  | 48,11                  | 4 580   | 39,72   | 703                 | 6,26   | 1     |       |
| Acri.O                        | Natale Zanfini          | 4 808                  | 48,11                  | 4 580   | 39,72   | 561                 | 4,99   | –     |       |
| Cambiamo Acri                 | Natale Zanfini          | 4 808                  | 48,11                  | 4 580   | 39,72   | 504                 | 4,49   | –     |       |
| Seggio di coalizione          | Seggio di coalizione    | Seggio di coalizione   | 48,11                  | 4 580   | 39,72   | 1                   |        |       |       |
|                               | Angelo Giovanni Cofone  | Angelo Giovanni Cofone | Angelo Giovanni Cofone | 1 232   | 10,68   | Sinistra Italiana   | 622    | 5,54  | –     |
| Movimento 5 Stelle            | Angelo Giovanni Cofone  | Angelo Giovanni Cofone | Angelo Giovanni Cofone | 1 232   | 10,68   | 369                 | 3,28   | –     |       |
| Seggio di coalizione          | Seggio di coalizione    | Seggio di coalizione   | Angelo Giovanni Cofone | 1 232   | 10,68   | 1                   |        |       |       |
| Totale                        | Totale                  | 9 993                  | 100                    | 11 531  | 100     |                     | 11 237 | 100   | 16    |
|                               |                         |                        |                        |         |         |                     |        |       |       |
| Fonte: Ministero dell'interno |                         |                        |                        |         |         |                     |        |       |       |

### Paola
| Candidati                     | Candidati                    | II turno             | II turno          | I turno | I turno | Liste                     | Voti  | %     | Seggi |
| Candidati                     | Candidati                    | Voti                 | %                 | Voti    | %       | Liste                     | Voti  | %     | Seggi |
| ----------------------------- | ---------------------------- | -------------------- | ----------------- | ------- | ------- | ------------------------- | ----- | ----- | ----- |
|                               | Giovanni Politano ✔️ Sindaco | 3 543                | 52,00             | 2 323   | 25,71   | Orizzonte Paola           | 596   | 6,91  | 3     |
| La Migliore Calabria          | Giovanni Politano ✔️ Sindaco | 3 543                | 52,00             | 2 323   | 25,71   | 580                       | 6,72  | 3     |       |
| Grande Paola I Moderati       | Giovanni Politano ✔️ Sindaco | 3 543                | 52,00             | 2 323   | 25,71   | 564                       | 6,54  | 2     |       |
| Insieme!                      | Giovanni Politano ✔️ Sindaco | 3 543                | 52,00             | 2 323   | 25,71   | 493                       | 5,71  | 2     |       |
|                               | Emira Ciodaro                | 3 271                | 48,00             | 2 489   | 27,55   | Forza Paola               | 1 036 | 12,01 | 1     |
| Cuore Azzurro                 | Emira Ciodaro                | 3 271                | 48,00             | 2 489   | 27,55   | 603                       | 6,99  | 1     |       |
| Progetto Democratico          | Emira Ciodaro                | 3 271                | 48,00             | 2 489   | 27,55   | 587                       | 6,80  | –     |       |
| Sì Amo Paola                  | Emira Ciodaro                | 3 271                | 48,00             | 2 489   | 27,55   | 472                       | 5,47  | –     |       |
| La Mia Paola                  | Emira Ciodaro                | 3 271                | 48,00             | 2 489   | 27,55   | 207                       | 2,40  | –     |       |
| Seggio di coalizione          | Seggio di coalizione         | Seggio di coalizione | 48,00             | 2 489   | 27,55   | 1                         |       |       |       |
|                               | Roberto Perrotta             | Roberto Perrotta     | Roberto Perrotta  | 2 273   | 25,16   | Azione Paola              | 907   | 10,51 | 1     |
| Movimento per la Democrazia   | Roberto Perrotta             | Roberto Perrotta     | Roberto Perrotta  | 2 273   | 25,16   | 529                       | 6,13  | –     |       |
| L'Italia del Meridione        | Roberto Perrotta             | Roberto Perrotta     | Roberto Perrotta  | 2 273   | 25,16   | 478                       | 5,54  | –     |       |
| Paola Sempre                  | Roberto Perrotta             | Roberto Perrotta     | Roberto Perrotta  | 2 273   | 25,16   | 65                        | 0,75  | –     |       |
| Seggio di coalizione          | Seggio di coalizione         | Seggio di coalizione | Roberto Perrotta  | 2 273   | 25,16   | 1                         |       |       |       |
|                               | Andrea Signorelli            | Andrea Signorelli    | Andrea Signorelli | 1 312   | 14,52   | Rete dei Beni Comuni      | 693   | 8,03  | –     |
| Rigeneriamo Paola             | Andrea Signorelli            | Andrea Signorelli    | Andrea Signorelli | 1 312   | 14,52   | 265                       | 3,07  | –     |       |
| Seggio di coalizione          | Seggio di coalizione         | Seggio di coalizione | Andrea Signorelli | 1 312   | 14,52   | 1                         |       |       |       |
|                               | Paolo Alampi                 | Paolo Alampi         | Paolo Alampi      | 638     | 7,06    | Dema Democrazia Autonomia | 317   | 3,67  | –     |
| Movimento 5 Stelle            | Paolo Alampi                 | Paolo Alampi         | Paolo Alampi      | 638     | 7,06    | 235                       | 2,72  | –     |       |
| Totale                        | Totale                       | 6 814                | 100               | 9 035   | 100     |                           | 8 627 | 100   | 16    |
|                               |                              |                      |                   |         |         |                           |       |       |       |
| Fonte: Ministero dell'interno |                              |                      |                   |         |         |                           |       |       |       |

## Provincia di Reggio Calabria

### Palmi
|                               | Giuseppe Ranuccio ✔️ Sindaco | 6 877                | 64,51 | Ranuccio Sindaco | 2 018  | 19,56 | 4  |  |  |
| Cambiamenti                   | Giuseppe Ranuccio ✔️ Sindaco | 6 877                | 64,51 | 1 513            | 14,66  | 3     |    |  |  |
| Palmi Condivisa               | Giuseppe Ranuccio ✔️ Sindaco | 6 877                | 64,51 | 1 131            | 10,96  | 2     |    |  |  |
| Obiettivo Comune              | Giuseppe Ranuccio ✔️ Sindaco | 6 877                | 64,51 | 910              | 8,82   | 1     |    |  |  |
| Avanti Insieme                | Giuseppe Ranuccio ✔️ Sindaco | 6 877                | 64,51 | 326              | 3,16   | –     |    |  |  |
|                               | Giovanni Barone              | 3 417                | 32,05 | Forza Italia     | 1 247  | 12,08 | 2  |  |  |
| Barone Sindaco                | Giovanni Barone              | 3 417                | 32,05 | 747              | 7,24   | 1     |    |  |  |
| Ogni Giorno Palmi             | Giovanni Barone              | 3 417                | 32,05 | 494              | 4,79   | 1     |    |  |  |
| Lega                          | Giovanni Barone              | 3 417                | 32,05 | 487              | 4,72   | 1     |    |  |  |
| Fratelli d'Italia             | Giovanni Barone              | 3 417                | 32,05 | 394              | 3,82   | –     |    |  |  |
| Partecipazione Popolare       | Giovanni Barone              | 3 417                | 32,05 | 392              | 3,80   | –     |    |  |  |
| Politica Libera               | Giovanni Barone              | 3 417                | 32,05 | 341              | 3,30   | –     |    |  |  |
| Unione di Centro              | Giovanni Barone              | 3 417                | 32,05 | 78               | 0,76   | –     |    |  |  |
| Seggio di coalizione          | Seggio di coalizione         | Seggio di coalizione | 32,05 | 1                |        |       |    |  |  |
|                               | Giuseppe Ippolito Armino     | 366                  | 3,43  | CircoloArmino    | 241    | 2,34  | –  |  |  |
| Totale                        | Totale                       | 10 660               | 100   |                  | 10 319 | 100   | 16 |  |  |
|                               |                              |                      |       |                  |        |       |    |  |  |
| Fonte: Ministero dell'interno |                              |                      |       |                  |        |       |    |  |  |